# Markab
|  | Aquest article tracta sobre l'estrella de la constel·lació de Pegàs. Si cerqueu la fortalesa siriana dels croats, vegeu «al-Markab». |

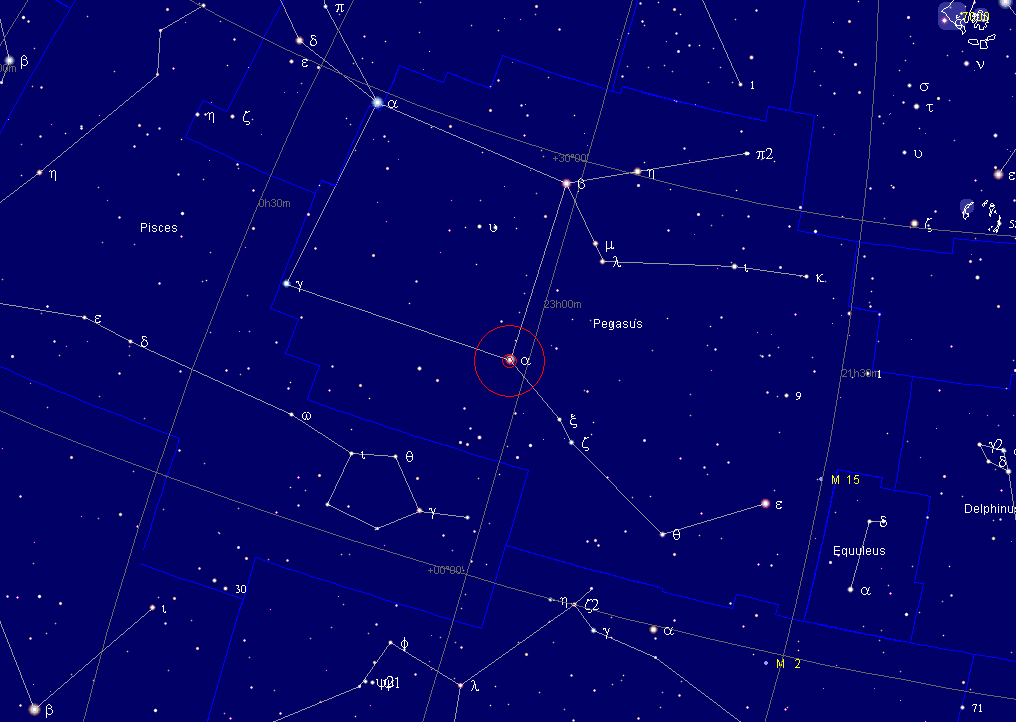
Markab a la constel·lació Pegasi.

Markab (α Pegasi / α Peg / 54 Pegasi / HD 218045) és la tercera estrella més brillant de la constel·lació del Pegàs després de Enif (ε Pegasi) i Scheat (β Pegasi). És una de les quatre estrelles que formen l'asterisme del quadrat del Pegàs. L'origen del seu nom pot ser la paraula àrab مركب Markab, "la cadira del cavall", o bé pot provenir d'una mala transcripció de Mankib, de la frase àrab منكب الفر Mankib al-Faras, "l'espatlla del cavall" (referit a Pegàs).
Markab és una estrella blanca-blavosa de la seqüència principal -  gegant segons altres fonts- de tipus espectral B9 situada a 140  anys llum de Sistema Solar. Amb una  temperatura superficial de 10.500  K, el seu radi és 4,3 vegades el radi solar. Considerant una significativa quantitat d'energia emesa en l'ultraviolat per ser una estrella calenta, la seva lluminositat equival a 205 sols.
Amb una massa lleugerament superior a 3  masses solars, Markab encara trencada a gran velocitat, completant un gir en menys d'un dia i mig. Està finalitzant el seu evolució estel·lar dins de la seqüència principal, és a dir, està acabant -si no ho ha fet ja la combustió d'hidrogen per començar la combustió de l'heli, etapa en la qual s'expandirà i refredarà alentint el seu rotació, es convertirà en una gegant taronja no gaire diferent de com és avui Kornephoros (β Herculis).